# Aoplus
Aoplus is een geslacht uit de familie van de gewone sluipwespen (Ichneumonidae) die behoort tot de orde der vliesvleugeligen (Hymenoptera).
De wetenschappelijke naam is voor het eerst geldig gepubliceerd in 1874 door Peter Friedrich Ludwig Tischbein. De eerste soort die hij daarbij beschreef was Aoplus inermis, die hij in de bossen van het vorstendom Birkenfeld had aangetroffen. Aoplus inermis wordt nu beschouwd als een synoniem van de geaccepteerde naam Aoplus deletus (Wesmael, 1845).

## Soorten
Aoplus komt voor in het Holarctisch gebied. De volgende soorten zijn in Europa waargenomen:
- Aoplus altercator
- Aoplus biannulatorius
- Aoplus castaneus
- Aoplus defraudator
- Aoplus deletus
- Aoplus lugubris
- Aoplus madeirae
- Aoplus nigrellus
- Aoplus ochropis
- Aoplus personatus
- Aoplus rubellator
- Aoplus rubricosus
- Aoplus ruficeps
- Aoplus theresae
- Aoplus torpidus

- A. altercator (Wesmael, 1855)
- A. biannulatorius (Thunberg, 1822)
- A. castaneus (Gravenhorst, 1820)
- A. cestus (Cresson, 1877)
- A. confirmatus (Cresson, 1877)
- A. defraudator (Wesmael, 1845)
- A. deletus (Wesmael, 1845)
- A. groenlandicus (Lundbeck, 1897)
- A. hohlovae Tereshkin, 2001
- A. improvidus (Smith, 1874)
- A. kamuensis (Uchida, 1926)
- A. limbatae Heinrich, 1962
- A. lugubris (Berthoumieu, 1896)
- A. madeirae Hellen, 1961
- A. melanisticus Heinrich, 1962
- A. moilietti Heinrich, 1962
- A. monotonus Heinrich, 1962
- A. mustela (Kriechbaumer, 1895)
- A. naganonis (Uchida, 1926)
- A. nigrellus Roman, 1939
- A. nudicoxalis (Uchida, 1930)
- A. ochropis (Gmelin, 1790)
- A. permutabilis Heinrich, 1962
- A. personatus (Gravenhorst, 1829)
- A. planinotum (Morley, 1919)
- A. productus (Berthoumieu, 1914)
- A. pseudovelox Heinrich, 1962
- A. rantaizanus (Uchida, 1927)
- A. rarior Heinrich, 1962
- A. rubellator (Zetterstedt, 1838)
- A. rubricosus (Holmgren, 1864)
- A. ruficeps (Gravenhorst, 1829)
- A. rufulus (Uchida, 1925)
- A. teranishii (Uchida, 1929)
- A. theresae (Berthoumieu, 1896)
- A. thujarum Heinrich, 1962
- A. torpidus (Wesmael, 1857)
- A. velox (Cresson, 1864)